# Stromatopelma batesi
Stromatopelma batesi é uma espécie de aranha pertencente à família Theraphosidae (tarântulas).